# Элькин, Зеэв

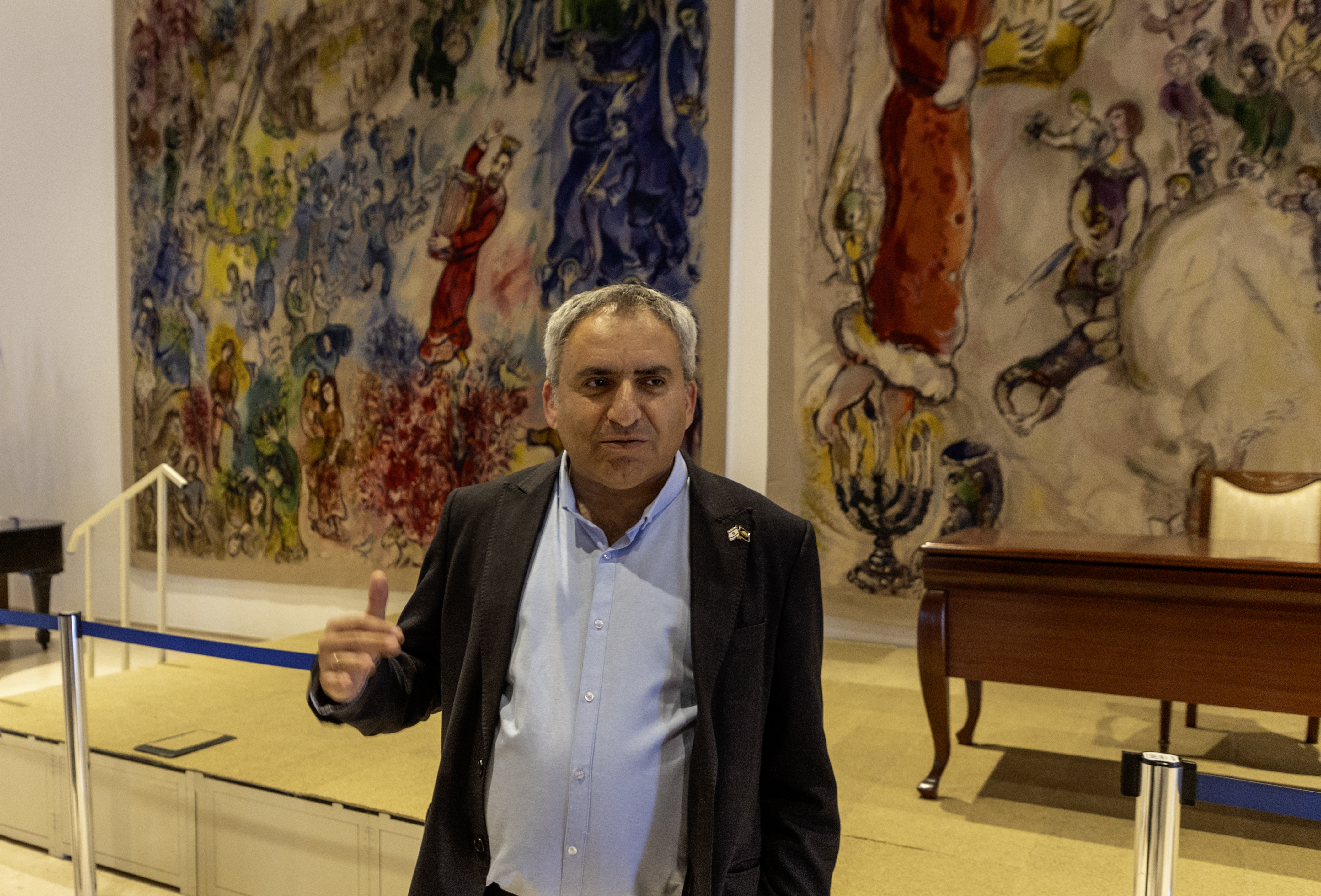
Зеэв Элькин в зале Шагала в Кнессете. 2024

Зеэ́в Э́лькин (ивр. זאב אלקין‎, при рождении Владимир Борисович Элькин; род. 3 апреля 1971, Харьков) — израильский государственный и политический деятель, депутат Кнессета, председатель фракции «Ликуд» в кнессете (18), председатель парламентской коалиции (18), журналист. Работал заместителем министра иностранных дел Израиля. 14 мая 2015 года назначен министром абсорбции и стратегического планирования 34-го правительства Государства Израиль.
25 мая 2015 года, Биньямин Нетаньяху передал портфель Министерства стратегического планирования Гиладу Эрдану. Зеэв Элькин получил портфель Министра по делам Иерусалима и национального наследия.
С 1 августа 2016 года Зеэв Элькин является Министром охраны окружающей среды.
Также Элькин входил в состав узкого военно-политического кабинета.

## Биография
Зеэв Элькин родился 3 апреля 1971 года в Харькове в УССР (СССР). Его отец Борис Элькин преподавал математику в Харьковском университете, затем профессор Элькин был создателем и многолетним директором Восточноукраинского филиала Международного Соломонова университета (МСУ)
Изучал математику в Харьковском государственном университете имени В. Н. Каразина с 1987 по 1990 год. В 1990 году стал заместителем главы еврейской общины Харькова и генеральным секретарем движения «Бней Акива» в СССР. Репатриировался в Израиль в декабре 1990 года.
Учился в Еврейском университете в Иерусалиме, где получил степень бакалавра по математике и магистра по истории.
В конце 1990-х годов Зеэв Элькин был назначен советником генерального директора Сохнута по вопросам российского еврейства. Элькин был одним из противников «Плана одностороннего размежевания», также выступал против политики проводимой Эхудом Ольмертом и Ариэлем Шароном, но после создания ими партии «Кадима» вступил в неё. Перед выборами в Кнессет 17-го созыва Элькин занял 17-е место в списке «Кадимы», и прошёл в Кнессет, так как его партия получила 29 мандатов.
В 2008 году Элькин вышел из «Кадимы», ввиду того, что, по его мнению, она стала левой партией, и перешёл в «Ликуд».
Элькин выступал в программе «Судите сами» от 26 мая 2011 года.
В 2011 году Элькин не одобрил решение правительства Израиля обменять похищенного солдата Гилада Шалита на тысячу заключённых-палестинцев.
В январе 2012 года Элькин ушёл в отпуск по состоянию здоровья, после того как выразил протест против действий правительства Израиля относительно поселения «Мигрон», обвинив министра Бени Бегина (который занимался решением проблемы этого поселения) в заведении правительства в тупик по данному вопросу.
В предвыборном списке «Ликуда» перед выборами 2013 года занял 14-е место, а в ходе формирования третьего правительства Нетаньяху получил пост заместителя министра иностранных дел Израиля.
В 2018 году Элькин баллотировался на пост мэра Иерусалима, получив 19.8 % голосов.
После выборов в Кнессет двадцать четвёртого созыва и формирования правительства Израиля тридцать шестого созыва Элькин был назначен министром строительства и жилищного строительства.
Зеэв Элькин женат вторым браком, проживал в поселении Кфар-Эльдад, имеет пятерых детей. Незадолго до муниципальных выборов переехал в иерусалимский район Писгат-Зеэв. Владеет русским, ивритом, английским и украинским языками.